# Mosse-Palais (1998)

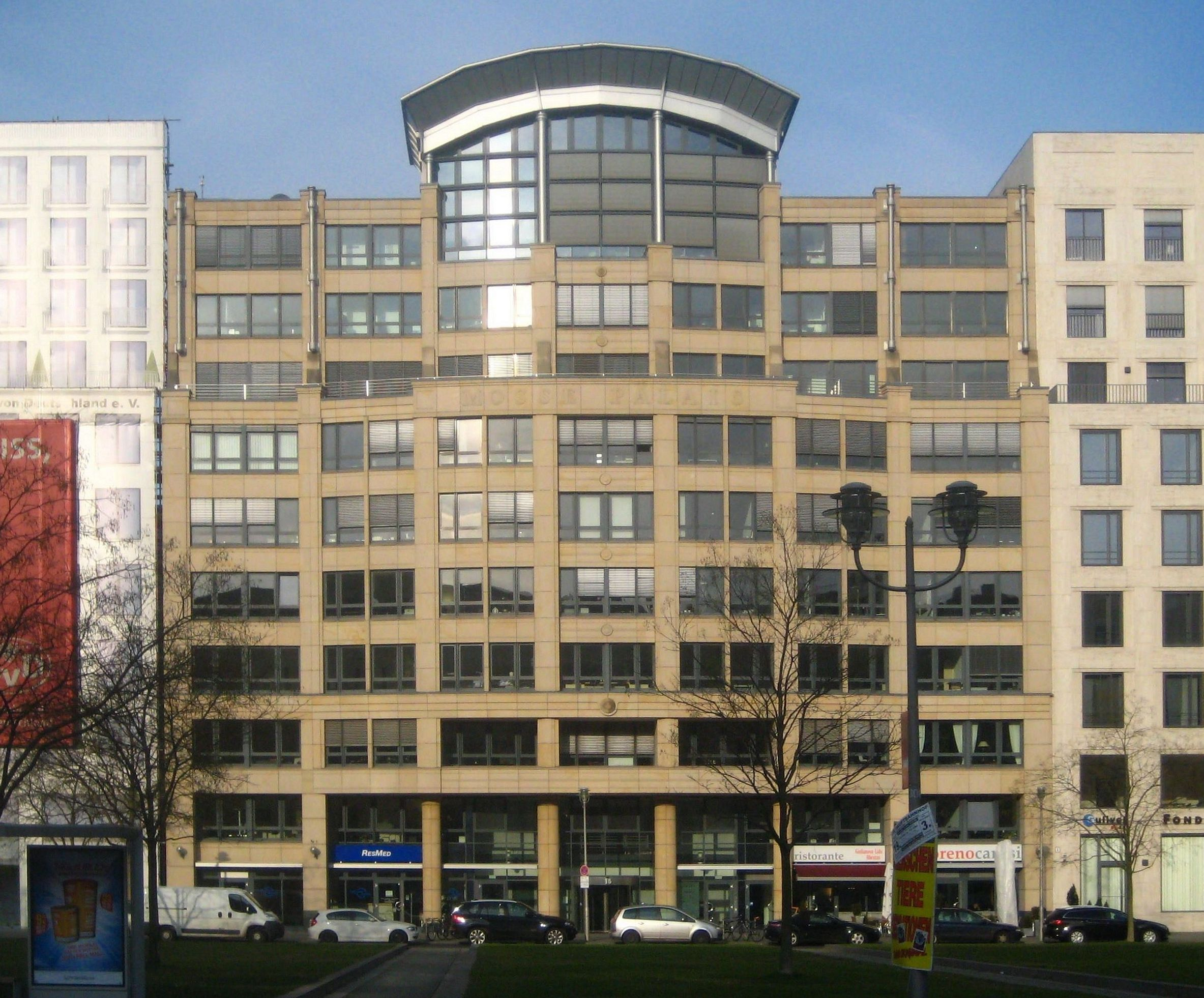
Das neue Mosse-Palais

Das Mosse-Palais am Leipziger Platz Nr. 15 im Berliner Ortsteil Mitte ist ein im Jahr 1998 fertiggestelltes Bürogebäude. Der Name geht auf die seinerzeitige – 1885 am gleichen Standort errichtete – Stadtresidenz zurück: das gleichnamige Mosse-Palais, das 1945 bei einem alliierten Luftangriff zerstört wurde.

## Baubeschreibung
Zwischen 1945 und 1989 lag der Leipziger Platz im Windschatten der Grenze zwischen Ost- und West-Berlin und blieb unbebaut. Das Bürogebäude mit dem Namen „Mosse-Palais“ war 1998 der erste Neubau am Leipziger Platz nach der deutschen Wiedervereinigung. Das Bürogebäude bildet nun die nördliche Abgrenzung des Platzes. Sein Grundriss ist H-förmig mit Straßenfronten zur Leipziger Straße und zur Voßstraße. Das Gebäude besteht aus drei Teilen: Dem 35 Meter hohen Hauptgebäude zum Leipziger Platz, dem 22 Meter hohen Gebäudeteil zur Voßstraße und einem verbindenden Querriegel.
Der Bau galt längere Zeit als größter Schwarzbau Berlins, da der Investor auf dem Querriegel vier Stockwerke ohne Baugenehmigung errichten ließ. Der 1998 geplante Erstbezug des Gebäudes durch die Büro-Eröffnung des American Jewish Committee (AJC) drohte daher zu scheitern. Letztlich kam es zu einem Kompromiss zwischen Eigentümer und Bauverwaltung: Der unerlaubt hohe Querriegel konnte bleiben, während das Hinterhaus zur Voßstraße teilweise zurückgebaut werden musste, indem die im Rohbau fertiggestellten Etagen abgerissen wurden.
Das Gebäude verfügte zunächst über elf Etagen, mehrere Aufzüge, zwei Eingänge und Ladenflächen im Erdgeschoss. Die Etagen werden als Gewerberäume bzw. Büros genutzt. Die Fassade ist steinverkleidet und weist große Fensterflächen auf. Im Eingangsbereich am Leipziger Platz stützen Rundsäulen einen vorkragenden Teil des Hauses.
In den Jahren 2017 und 2018 wurden die unteren drei Ebenen des Stockwerks erheblich umgebaut. Um große Einzelhandelsgeschäfte mit der erforderlichen Raumhöhe anzusiedeln, wurden die Decken des Erdgeschosses und der ersten Etage vollständig entfernt und durch eine neue Zwischendecke ersetzt sowie die Innenhöfe in diesem Bereich überbaut, sodass das Gebäude nun eine Etage weniger hat. Auch die Front des Gebäudes zum Leipziger Platz wurde überarbeitet.